# Sonate voor cello en piano (Sjtsjedrin)
De Sonate voor cello en piano van Russische componist Rodion Sjtsjedrin is geschreven voor de cellist Mstislav Rostropovitsj.
Sjtsjedrin bevond zich toch in een periode waarin hij muziek componeerde, die aansloot bij de moderne klassieke muziek. Hij componeerde vaker voor Rostropovitsj; zijn celloconcert en het veel latere Parabolo Concertante zijn geschreven voor die bekende cellist.
De sonate voor cello en piano is geschreven in drie delen, waarbij een tweetal dingen direct opvalt. De stemming van de sonate sluit aan bij/op de stemmige muziek die Dmitri Sjostakovitsj in zijn laatste dagen componeerde; het is te vergelijken met diens sonate voor altviool en piano. De cellist en piano lijken daarbij niet met elkaar te spelen, maar juist tegen elkaar.

## Delen
1. Allegretto; de cellist speelt een melodieuze lijn tegenover de staccato van de piano; midden in het deel worden de rollen omgedraaid, aan het eind speelt de cellist in zijn hoogste register in zijn oorspronkelijke rol
2. Moderato; is het min of meer virtuoze deel, waarin de cellist zijn techniek moeten laten zien in een soort monoloog tegenover de interrumperende pianist;
3. Sostenuto assai; een klaaglied in de cellopartij en klokachtige muziek in de pianopartij; later trekken de cello en piano samen op, maar worden abrupt onderbroken door het eind; het werk houdt midden in de muzikale zin op.

De eerste uitvoering vond plaats in Monte Carlo door Rostropovitsj en de componist.

## Discografie
- Uitgave Nimbus Records: Raphael Wallfish en Sjtsjedrin